# Pacto Federal de 1291

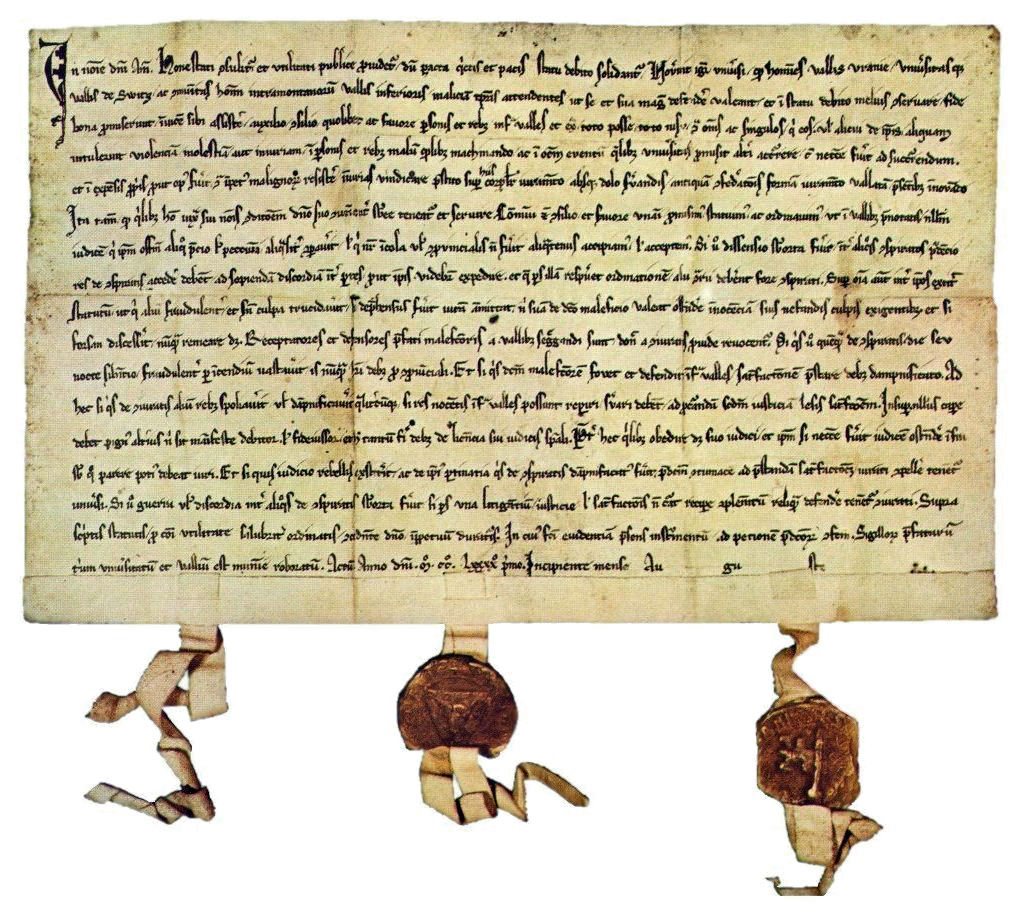
Carta do Pacto Federal

Pacto Federal é a carta feita entre os cantões de Uri, Schwyz e Unterwalden no ano de 1291, dando início à formação da Suíça ou Confederação Helvética.

## História
É um dos primeiros documentos constitucionais da Suíça. Um tratado de aliança de 1291 entre os cantões de Uri, Schwyz e Unterwalden, a Carta faz parte de uma série de alianças das quais surgiu a Antiga Confederação Suíça. Nos séculos XIX e XX, após o estabelecimento do estado federal suíço, a Carta tornou- se o documento fundador da Suíça no imaginário popular.
A Carta documenta a Aliança Eterna da Liga dos Três Cantões da Floresta (em alemão: Ewiger Bund der Drei Waldstätten), a união de três cantões no que hoje é a Suíça central. É datado do início de agosto de 1291, que no século XX inspirou a data do Dia Nacional da Suíça, 1 de agosto. Feita em latim, a Carta faz referência a um pacto anterior (perdido ou não escrito). Agora está em exibição no Museu das Cartas Suíças da Confederação em Schwyz.

## Conteúdo
A aliança foi concluída entre as pessoas das áreas alpinas de Uri, Schwyz e Unterwalden (homines vallis Uranie universitasque vallis de Switz ac communitas hominum Intramontanorum Vallis Inferioris). Os participantes são referidos como conspirati e (como sinônimos) coniurati, tradicionalmente traduzidos em alemão como "Eidgenossen" (e em inglês como "confederados").
A Carta provavelmente pretendia garantir a segurança jurídica após a morte de Rodolfo I da Germânia em 15 de julho de 1291. Os primeiros dois parágrafos comprometem as três comunidades à defesa conjunta dos três vales. O restante da Carta diz respeito a questões judiciais: exige arbitragem em caso de conflitos, rejeita juízes estrangeiros, estabelece pena de morte para assassinos e exílio para incendiários e ordena obediência a juízes e veredictos judiciais.